# Abd-al-Uzza (nom)
Abd-al-Uzza és un nom masculí teòfor àrab d'època preislàmica (àrab: عبد العزى, ʿAbd al-ʿUzzà) que literalment significa ‘Servidor de (la deessa) al-Uzza’. Si bé Abd-al-Uzza és la transcripció normativa en català del nom en àrab clàssic, també se'l pot trobar transcrit d'altres maneres, normalment per influència de la pronunciació dialectal o seguint altres criteris de transliteració.
Vegeu aquí personatges i llocs que duen aquest nom.